# 学校教育法施行規則
学校教育法施行規則（がっこうきょういくほうしこうきそく、昭和22年文部省令第11号）は、学校教育法（昭和22年法律第26号）、学校教育法施行令（昭和28年政令第340号）の下位法である文部科学省の省令である。1947年（昭和22年）5月23日公布。
学校教育の根幹について定めた学校教育法の中心的な施行省令・委任省令であるが、詳細な規定を別の省令・告示に譲っている部分もある。そのため条文中、多くの文部科学関係の省令や告示を示している。

## 構成
構成は、「令和元年８月30日文部科学省令第13号」による改正分までを反映
- 制定文
- 第1章 総則
  - 第1節 設置廃止等
  - 第2節 校長、副校長及び教頭の資格
  - 第3節 管理
- 第2章 義務教育
- 第3章 幼稚園
- 第4章 小学校
  - 第1節 設備編制
  - 第2節 教育課程
  - 第3節 学年及び授業日
  - 第4節 職員
  - 第5節 学校評価
- 第5章 中学校
- 第5章の2 義務教育学校並びに中学校併設型小学校及び小学校併設型中学校
  - 第1節 義務教育学校
  - 第2節 中学校併設型小学校及び小学校併設型中学校
- 第6章 高等学校
  - 第1節 設備、編制、学科及び教育課程
  - 第2節 入学、退学、転学、留学、休学及び卒業等
  - 第3節 定時制の課程及び通信制の課程並びに学年による教育課程の区分を設けない場合その他
- 第7章 中等教育学校並びに併設型中学校及び併設型高等学校
  - 第1節 中等教育学校
  - 第2節 併設型中学校及び併設型高等学校の教育課程及び入学
- 第8章 特別支援教育
- 第9章 大学
  - 第1節 設備、編制、学部及び学科
  - 第2節 入学及び卒業等
  - 第3節 履修証明書が交付される特別の課程
  - 第4節 認証評価その他
- 第10章 高等専門学校
- 第11章 専修学校
- 第12章 雑則
- 附則
- 別表第1
- 別表第2
- 別表第2の2
- 別表第2の2
- 別表第3
- 別表第4
- 別表第5

## 別に詳細を定めている省令・告示
法令としての効力をもつものは、省令であるが、省令の細目を定めるものとして告示が存在する場合がある。省令の効力については疑いはないが、告示の効力については、判例上、全部が有効であったり一部だけが有効であったりするものがある。

### 省令
おおまかに、学校設置基準等を定めた省令及び卒業程度認定試験を定めた省令に大別される。

#### 学校設置基準等を定めた省令
- 幼稚園設置基準（昭和31年文部省令第32号）
- 小学校設置基準（平成14年文部科学省令第14号）
- 中学校設置基準（平成14年文部科学省令第15号）

- 高等学校設置基準（平成16年文部科学省令第20号）
- 高等学校通信教育規程（昭和37年文部省令第32号）
- 単位制高等学校教育規程（昭和63年文部省令第6号）

- 大学設置基準（昭和31年文部省令第28号）
- 大学通信教育設置基準（昭和56年文部省令第33号）
- 専門職大学設置基準(平成29年文部科学省令第33号)
- 国家戦略特別区域法に基づく国家戦略特別区域内の平成二十九年度に開設する医学部を置く大学に係る大学設置基準の特例に関する省令(平成28年文部科学省令第2号)
- 大学の設置等の認可の申請及び届出に係る手続等に関する規則(平成18年文部科学省令第12号)
- 学校教育法第八十九条の規定を適用しない者を定める省令(平成11年文部省令第38号)
- 学校教育法第百十条第二項に規定する基準を適用するに際して必要な細目を定める省令(平成16年文部科学省令第7号)

- 大学院設置基準（昭和49年文部省令第28号）
- 専門職大学院設置基準（平成15年文部科学省令第16号）

- 短期大学設置基準（昭和50年文部省令第21号）
- 短期大学通信教育設置基準（昭和57年文部省令第3号）
- 専門職短期大学設置基準(平成29年文部科学省令第34号)

- 学位規則（昭和28年文部省令第9号）
- 昭和二十二年文部省令第二十一号（学校教育法施行規則第八十九条の規定により私立学校令によつてのみ設立された学校より除くものを定める省令）（昭和22年文部省令第21号）

- 高等専門学校設置基準（昭和36年文部省令第23号）

- 教科用図書検定規則(平成元年文部省令第20号)

- 専修学校設置基準（昭和51年文部省令第2号）
- 各種学校規程（昭和31年文部省令第31号）

#### 卒業程度認定試験を定めた省令
- 就学義務猶予免除者等の中学校卒業程度認定規則（昭和41年文部省令第36号）
就学義務猶予免除者等の中学校卒業程度認定試験について定めている。
- 高等学校卒業程度認定試験規則（平成17年文部科学省令第1号）
高等学校卒業程度認定試験について定めている。
- 大学入学資格検定規程（昭和26年文部省令第13号）（廃止。経過規定は「高等学校卒業程度認定試験規則」の附則にある。）
「高等学校卒業程度認定試験」に移行した大学入学資格検定について定めていた。

### 告示
幼稚園、小学校、中学校、高等学校、中等教育学校、特別支援学校の教育課程（「幼稚園」および「特別支援学校の幼稚部」では加えて「その他の保育内容」）については、学校教育法施行規則に定めるもののほか、教育課程の基準（「幼稚園」および「特別支援学校の幼稚部」では「教育課程その他の保育内容の基準）として文部科学大臣が別に公示する学習指導要領・教育要領によるものとされている。
この定めは、学校教育法（昭和22年法律第26号）の第25条・第33条・第48条・第52条・第68条・第77条に基づいているとされる。
- 幼稚園教育要領（第38条を参照）
- 小学校学習指導要領（第52条を参照）
- 中学校学習指導要領（第74条を参照）
- 高等学校学習指導要領（第84条を参照）
- 特別支援学校幼稚部教育要領（第129条を参照）
- 特別支援学校小学部・中学部学習指導要領（第129条を参照）
- 特別支援学校高等部学習指導要領（第129条を参照）

学習指導要領・教育要領のほか、省令の細目を定める告示が多数存在する。